# Musaba Selemani
Musaba Selemani, né le 25 mai 1985 à Bujumbura, est un footballeur international burundais évoluant au poste d'attaquant.

## Biographie

### En club
Musaba Selemani évolue au Burundi, en Belgique et aux Pays-Bas.
Il dispute notamment 53 matchs en première division belge, inscrivant trois buts, et 25 matchs en deuxième division belge, pour un but inscrit.

### En équipe nationale
Musaba Selemani reçoit quatre sélections en équipe du Burundi entre 2002 et 2007, pour un but inscrit. Il joue son premier match en équipe nationale le 13 octobre 2002, contre l'Afrique du Sud. Ce match perdu 2-0 rentre dans le cadre des éliminatoires de la Coupe d'Afrique des nations 2004. Il participe ensuite à la Coupe CECAFA des nations 2002 organisée en Tanzanie,. Il se met en évidence lors de cette compétition, en inscrivant un but contre le Soudan. Il reçoit sa dernière sélection le 25 mars 2007, contre le Botswana, lors des éliminatoires de la Coupe d'Afrique des nations 2008 (défaite 1-0),
Il a été contacté par l'équipe du Togo pour être sélectionné, mais a décliné l'invitation [réf. nécessaire].

## Palmarès
- Champion de Belgique de D2 en 2004 avec le FC Brussels